# Ulmerophlebia mjobergi
Ulmerophlebia mjobergi is een haft uit de familie Leptophlebiidae. De wetenschappelijke naam van de soort is voor het eerst geldig gepubliceerd in 1917 door Ulmer.
De soort komt voor in het Australaziatisch gebied.